# Ocnogyna andresi
Ocnogyna andresi är en fjärilsart som beskrevs av Max Wilhelm Karl Draudt 1931. Ocnogyna andresi ingår i släktet Ocnogyna och familjen björnspinnare. Inga underarter finns listade i Catalogue of Life.